# Il ragazzo nella boscaglia
Il ragazzo nella boscaglia (in originale inglese The Boy in the Bush) è un romanzo di David Herbert Lawrence, pubblicato nel 1924 e ambientato nell'Australia Occidentale. Lawrence riadatta un racconto manoscritto di Mollie Skinner (1876-1955), intitolato The House of Ellis e per questo a volte viene considerato scritto a quattro mani. Lawrence, con la moglie Frieda, erano stati ospiti della Skinner a Darlington, da maggio ad agosto 1922.

## Trama
Un giovane inglese, Jack Grant, viene mandato dai genitori a fare un'esperienza di vita selvaggia nelle colonie australiane, negli anni 1880. Qui incontra al porto George, un personaggio alla Charles Dickens che lo presenta in famiglia. Parte quindi una serie di avventure e incontri con personaggi strani. Addomestica cavalli, combatte con i canguri, e si innamora di due cugine, Monica, che poi sposa, e Mary. Diventa un giovane indipendente e forte, pronto ad affrontare la vita futura.

## Adattamenti cinematografici e televisivi
Dal romanzo è stata tratta una serie televisiva australiana nel 1984, con lo stesso titolo The Boy in the Bush, diretta da Rob Stewart con Kenneth Branagh e Sigrid Thornton.

## Edizioni italiane
- trad. Tecla Starace, Milano: Mondadori, 1982